# Комратов, Ратмир Алимханович
Ратмир Алимханович Комратов (23 июня 1951, г. Джамбул, Казахская ССР) — представитель высшего командования Вооружённых сил Республики Казахстан, контр-адмирал, главнокомандующий ВМС РК (2008—2009).

## Образование
- 1973 — Севастопольское высшее военно-морское инженерное училище
- 1990 — Военно-морская академия им. А. А. Гречко

## Служба в ВМФ СССР
После окончания училища назначен командиром группы дивизиона крейсерской подводной лодки Камчатской военной флотилии.
В дальнейшем — командир дивизиона крейсерской подводной лодки,  Тихоокеанского флота.
В 1982—1987 гг. — младший военпред и начальник группы военного представительства Министерства обороны СССР.
В 1990, по окончании военной академии, назначен начальником военного представительства Министерства обороны СССР.

## Служба в ВС РК
- 1992 — начальник планово-экономического управления оборонной промышленности РК
- 1993 — заместитель начальника управления оборонной промышленности РК
- 1993—2001— занимал должности командира военно-морской базы, заместителя Командующего ВМС по вооружению и кораблестроению — начальника Управления вооружения и кораблестроения ВМС РК, Командующего ВМС РК — командира 1-й военно-морской базы, генерал-инспектора Главной военной инспекции МО РК
- 2001-2002-заместитель акима Мангистауской области
- 2002 — назначен командующим войсками Западного военного округа
- С сентября 2003[1] — ноябрь 2008[2] — командующий войсками регионального командования «Запад»
- С ноября 2008[2] — главнокомандующий ВМС РК.
- 17 июля 2009 — заместитель министра обороны Республики Казахстан.
- 11 марта 2010 года освобождён от занимаемой должности в связи с переходом на другую работу[3].
- 8 апреля 2010 год — назначен Управляющим директором АО «Национальная Компания „Казахстан инжиниринг[англ.]“»[4].
- 24 июня 2010 год — назначен первым заместителем Председателя Правления — Вице- президентом АО «Казахстан инжиниринг»
- 31 мая2011 года Досрочно прекращены полномочия первого заместителя Председателя Правления — Вице — президента Комратова Р. А., в связи с его переходом на другую работу;
- 6 июня 2011 год — назначен на должность Генерального директора ТОО «Судоремонтный завод Мангистауской области».
- 7 января 2015 год — назначен Управляющим директором АО «Национальная Компания „Казахстан инжиниринг“»

## Награды
- Орден «Данк» 2 степени (7 мая 2007)[5]